# 사내맞선
《사내맞선》은 2022년 2월 28일부터 2022년 4월 5일까지 방송된 SBS 월화 드라마이다.

## 기획 의도
“부캐의 정체가 발각되면 본캐는 해고?” 얼굴 천재 능력남 CEO와, 정체를 속인 맞선녀 직원의 스릴 가득 ‘퇴사 방지’ 오피스 로맨스

## 제작진

### 극본
- 한설희 : MBC 청춘 시트콤 《점프》(공동 집필), MBC 월요 시트콤 《세 친구》(공동 집필), SBS 일일 시트콤 《대박가족》(공동 집필), SBS 일일 시트콤 《압구정 종갓집》(공동 집필), MBC 수목 드라마 《슬픈 연가》(보조 작가), MBC 주간 시트콤 《안녕, 프란체스카 3》(공동 집필), tvN 《막돼먹은 영애씨 1》(공동 집필), tvN 《막돼먹은 영애씨 2》(공동 집필), tvN 《막돼먹은 영애씨 3》(공동 집필), tvN 《막돼먹은 영애씨 4》(공동 집필), MBC 일일 시트콤 《태희 혜교 지현이》(공동 집필), tvN 《세남자 2009》(공동 집필), MBC every 1 《인생극장 2010》(공동 집필), MBC 일일 시트콤 《몽땅 내사랑》(공동 집필), tvN 《막돼먹은 영애씨 9》(공동 집필), tvN 《막돼먹은 영애씨 10》(공동 집필), tvN 《막돼먹은 영애씨 11》(공동 집필), tvN 《막돼먹은 영애씨 12》(공동 집필), tvN 《막돼먹은 영애씨 13》(공동 집필), tvN 《막돼먹은 영애씨 14》(공동 집필), tvN 《막돼먹은 영애씨 15》(집필), tvN 《막돼먹은 영애씨 16》(집필), tvN 《막돼먹은 영애씨 17》(공동 집필) 집필
- 홍보희 : tvN 《막돼먹은 영애씨 17》(공동 집필) 집필

### 연출
- 박선호 : SBS 주말 드라마 《웃어요, 엄마》(조연출), SBS 수목 드라마 《보스를 지켜라》(조연출), SBS 수목 드라마 《수상한 파트너》(공동 연출), SBS 월화 드라마 《기름진 멜로》(공동 연출) 연출
- 이우람

## 등장 인물

### 주요 인물
- 안효섭: 강태무 역 - GO푸드 사장, 다구의 친손자. 하리의 연인.
- 김세정: 신하리 역 - GO푸드 레토르트 식품개발 1팀 대리, 영서의 친구. 태무의 연인. 중해와 미모의 딸. 하민의 누나.
- 김민규: 차성훈 역 - 강태무 사장의 비서실장, 영서의 연인.
- 설인아: 진영서 역 - 마린뷰티 마케팅 팀장, 하리의 단짝친구. 성훈의 연인. 유정과 사촌지간. 채림의 조카. 진회장의 외딸.

### GO 푸드
- 이덕화: 강다구 역 - 금화그룹(GO푸드의 모기업) 창업주 회장, 태무의 할아버지.
- 김현숙: 여의주 역 - 레토르트 식품개발 1팀 부장
- 임기홍: 계빈 역 - 레토르트 식품개발 1팀 차장
- 윤상정: 김혜지 역 - 레토르트 식품개발 1팀 사원

### 하리네 가족
- 김광규: 신중해(50대 중반) 역 - 하리와 하민의 아버지, 미모의 남편.
- 정영주: 한미모(40대 후반) 역 - 중해의 아내, 하리와 하민의 어머니
- 최병찬: 신하민 역 - 하리의 동생

### 주변 인물
- 송원석: 이민우 역 - M키친 오너셰프, 하리의 7년 짝사랑인 대학교 동창. 유라의 연인.
- 배우희: 정희빈 역 - 레이싱걸, 민우의 초등학교 동창. 민우의 연인.
- 서혜원: 조유정 역 - 마린뷰티 이사, 영서의 사촌

### 그 외 인물
- 김정화: 예리 역 - 드라마 '굳세어라 금희야'의 출연 배우
- 주희재: 광복이 역 - 드라마 '굳세어라 금희야'의 출연 배우
- 노을: 신금희 역 - 드라마 '굳세어라 금희야' 출연 배우
- 최화영
- 한명철
- 김주아: 공인중개사 역
- 신상훈
- 김도희: 강다구에게 인사 받은 여자 역
- 노희중
- 전여진: 태무에게 PPT 브리핑 하는 회사 직원 역
- 이무녕
- 박정민
- 박주원
- 김민식: 우동집 사장 역
- 김진모
- 채훈: 우동집 직원 역
- 김규종: 태무의 아버지 역 - 다구의 아들
- 나은샘: 태무의 어머니 역 - 다구의 며느리
- 서수민
- 감례인
- 서민성
- 윤동주
- 마현지
- 오진하
- 박주영
- 김서경
- 양희우
- 최우겸
- 유성열
- 전준영
- 서정빈
- 한지효: 다혜 역 - 하리와 영서의 친구
- 이수정
- 최서현
- 노희중
- 한한나

### 특별출연
- 서권순: 드라마 '굳세어라 금희야'의 출연 배우 역
- 김원식: 박 전무 역 - 강다구 친구의 아들 (1회)
- 최기섭: 영서의 맞선남 역 (1회)
- 이기영: 진 회장 역 - 마린그룹 회장, 영서의 아버지 (3회, 10회 ~ 12회)
- 멜로망스: 멜로망스 역 - 가수 (3회)
- 이기혁: 신정우 역 - 가구 브랜드 디자이너, 몰카범 (4~6회)
- 테이: 햄버거 푸드트럭 사장 역 (6회)
- 김영아: 진채림 역 - 마린미술관 관장, 진 회장의 여동생, 영서의 고모, 조유정의 어머니 (8~9회)
- 황보라: - 기자 (9회)
- 김정영: 참빛 보육원 원장수녀 역 - 성훈의 어머니 (9회 ~ 10회)

## 시청률
최저 시청률과 최고 시청률은 시청률 조사회사와 지역별로 시청률에 차이가 있을 수 있습니다.
| 2022년 | 2022년   | 2022년         | 2022년         | 2022년       |
| 회차   | 방송일   | TNmS 시청률    | AGB 시청률     | AGB 시청률   |
| 회차   | 방송일   | 대한민국(전국) | 대한민국(전국) | 수도권(서울) |
| ------ | -------- | -------------- | -------------- | ------------ |
| 제1회  | 2월 28일 | 4.9%           | 4.9%           | 5.4%         |
| 제2회  | 3월 1일  | 6.1%           | 6.5%           | 7.2%         |
| 제3회  | 3월 7일  | 5.9%           | 8.1%           | 8.2%         |
| 제4회  | 3월 8일  | 6.9%           | 8.7%           | 8.9%         |
| 제5회  | 3월 14일 | 7.6%           | 8.1%           | 8.6%         |
| 제6회  | 3월 15일 | 8.5%           | 10.1%          | 10.5%        |
| 스페셜 | 3월 19일 | -              | -              | -            |
| 제7회  | 3월 21일 | 9.1%           | 9.9%           | 10.7%        |
| 제8회  | 3월 22일 | 9.2%           | 10.8%          | 11.6%        |
| 제9회  | 3월 28일 | 8.7%           | 11.6%          | 12.4%        |
| 제10회 | 3월 29일 | 9.8%           | 11.6%          | 12.1%        |
| 제11회 | 4월 4일  | 9.2%           | 10.6%          | 11.0%        |
| 제12회 | 4월 5일  | 9.7%           | 11.4%          | 11.9%        |

## OST
- 멜로망스 - 사랑인가 봐 (사내 맞선 OST 스페셜 트랙) (2022.02.18 발매)
- Part.1 이무진 - 스윗해 (2022.02.28 발매)
- Part.2 빅톤 (VICTON) - You Are Mine (2022.03.06 발매)
- Part.3 모브닝 (MOVNING) - 여우비 (2022.03.08 발매)
- Part.4 뱀뱀 - Melting (2022.03.09 발매)
- Part.5 시크릿 넘버 - 사랑인가 봐 (2022.03.14 발매)
- Part.6 지한(위클리), 박소은(위클리) - 사랑이 내 안에 들어와 (2022.03.20 발매)
- Part.7 송하예 - Closer (2022.03.22 발매)
- Part.8 한승윤 - Whatever You Want (2022.03.28 발매)
- Part.9 뉴 (더 보이즈) - 봄바람처럼 날 찾아와 (2022.03.29 발매)
- Part.10 문수진 - It's Up To You (2022.04.03 발매)
- 김세정 - 사랑인가 봐 (Acoustic Ver.) (2022.04.05 발매, 사내 맞선 OST Bonus Track)

## 수상 경력
- 2022년 SBS 연기대상 베스트커플상 (김민규 & 설인아).
- 2022년 SBS 연기대상 베스트커플상 (안효섭 & 김세정).
- 2022년 SBS 연기대상 미니시리즈 로맨스 부문 남자 최우수연기상 (안효섭).
- 2022년 SBS 연기대상 미니시리즈 로맨스 부문 여자 최우수연기상 (김세정).
- 2022년 SBS 연기대상 미니시리즈 로맨스 부문 남자 우수연기상 (김민규).
- 2022년 코리아드라마어워즈 여자 신인상 (배우희).

## 참고 사항
- 한설희 작가, 김현숙은 tvN 《막돼먹은 영애씨》 시리즈에 이어 열여덟 번째로 재회하여 합류하였다.
- 한설희 작가, 홍보희 작가는 tvN 《막돼먹은 영애씨 17》 이후 5년 만에 재회하여 합류하였다.
- 송원석, 안효섭은 KBS 2TV 주말 드라마 《아버지가 이상해》, SBS 월화 드라마 《홍천기》에 이어 세 번째로 재회하여 합류하였다.
- 김세정, 설인아는 KBS 2TV 월화 드라마 《학교 2017》 이후 5년 만에 재회하여 캐스팅 되었다.
- 김광규, 송원석, 안효섭은 SBS 월화 드라마 《홍천기》에 이어 1년 만에 재회하여 캐스팅 되었다.
- 해외 판권 계약을 위한 사전 심의 기간을 염두에 두고 넷플릭스와 독점 계약으로 아시아와 태평양, 유럽, 아메리카 등 전 세계 40여 개 국에서 동시 공개한 바 있다.[4]
- 2022 베이징 동계 올림픽 편성으로 인해 본방송 시점을 2022년 2월 21일로 가닥을 잡았다가 코로나19로 인해 1주일 간격을 맞춰서 2월 28일로 최종 확정되었다.
- 매주 금요일 오후 9시 《궁금한 이야기 Y》를 진행했던 김석훈, 해당 드라마 프로그램에 출연한 김세정은 스페셜 방송에서 진행을 맡는다. 드라마 명장면 및 사건 수색, 출연진들의 인터뷰 등을 2022년 3월 19일에 모두 볼 수 있다.